# Love Is a Bourgeois Construct
Singles de Pet Shop Boys
Vocal
(2013) Thursday
(2013)
Love Is a Bourgeois Construct est une chanson du duo britannique Pet Shop Boys extraite de leur douzième album studio, Electric, paru le 14 juillet 2013.
Le 1er septembre 2013, sept semaines après la sortie de l'album, la chanson a été publiée en single.
Le single a atteint la 105e place au Royaume-Uni.